# Paul Hermann Hartwig
Paul Martin Hermann Friedrich Christian Hartwig (* 17. Juli 1872 in Carlsruhe bei Marlow; † 10. Oktober 1927 in Dresden) war ein deutscher Redakteur und Schriftsteller. Er gilt als Entdecker der Schriftstellerin Hedwig Courths-Mahler.

## Leben
Paul Hermann Hartwig war der Sohn von Gustav Karl Joachim Wilhelm Hartwig (* 23. April 1843 in Bookhorst bei Kuhlrade), Gutsbesitzer auf Carlsruhe, und dessen Gattin Nanny Emilie Johanna, geborene Brinckmann (* 7. März 1849 in Danzig; † 2. Dezember 1929 in Dresden), Tochter des Kaufmanns und Konsuls Hermann Theodor Brinckmann.
Nach Abschluss seiner höheren Schulbildung war Paul Hermann Hartwig zunächst als Schauspieler tätig, wechselte jedoch bald zum Journalismus und hatte an verschiedenen Tageszeitungen die Stellung als Redakteur, speziell als Feuilletonist, inne. Von Würzburg (ab 1897) ging er im Jahre 1900 nach München und von dort ab 1904 als Chefredakteur an das Chemnitzer Tageblatt. Zahlreiche Literaturrezensionen Hartwigs erschienen in der Zeitschrift Das literarische Echo.
In Chemnitz lernte er Hedwig Courths kennen, erspürte ihr schriftstellerisches Talent, ermutigte sie, mit dem Schreiben zu beginnen, prüfte ihr erstes Manuskript, veröffentlichte dieses vom 26. Februar bis 18. Mai 1905 als Fortsetzungsroman unter dem Titel Licht und Schatten in seiner Zeitung und kreierte später auch ihren Künstlernamen Hedwig Courths-Mahler.
1907 wechselte Hartwig nach Dresden, übernahm das Feuilleton bei den Dresdner Nachrichten und kam als Theaterkritiker mit zahlreichen Vertretern der Bühnenwelt in Kontakt. Innige Freundschaften verbanden ihn mit dem Heldenbariton Julius Kiefer sowie mit den Schauspielern Hermine Körner und Heinrich George.
Ab 1896 begann er, eigene Prosaarbeiten zu veröffentlichen. Zunächst waren es Novellen sowie Geschichten für Kinder. Aufgrund des Erfolges seines Bühnenmärchens Hans Gradedurch gab Hartwig 1914 seine Redakteurstätigkeit auf und lebte fortan als freier Schriftsteller in Dresden. Aus seiner Feder stammten weitere Märchen und Bühnenwerke, die an zahlreichen deutschen Theatern, insbesondere aber am Königlichen Schauspielhaus Dresden mit großem Erfolg zur Aufführung gebracht wurden.
Seine Erlebnisse im Ersten Weltkrieg verarbeitete er in dem Einakter Herzen in Not. In der Titelrolle seines Stücks Die Neuberin brillierte die von ihm geförderte Schauspielerin Hermine Körner im Dresdner Albert-Theater und auf Gastspielreisen.
Obwohl er sich als deutscher Bühnenautor einen Namen gemacht hatte, konnte er von der Schriftstellerei nur schwer leben. Er starb einsam und verarmt an Leukämie im Krankenhaus Friedrichstadt. Dennoch versammelte sich anlässlich seiner Trauerfeier in der Trauerhalle des Krematoriums Tolkewitz eine illustre Schar von Künstlern. Schauspieldirektor Paul Wiecke, Professor Karl Wollf und Heinrich George hielten bewegende Taueransprachen. Die Urne Hartwigs wurde auf dem Inneren Neustädter Friedhof in Dresden beigesetzt.

## Kritiken und Nachrufe
- „Er ist nämlich, unter uns gesagt, gar kein Romantiker, kein Märchendichter aus der Tieckschen Phantasus-Welt, sondern ein heimlicher Ironiker, ein Spaßvogel mit Augenzwinkern, ein verhaltener Witzbold, der mitunter auch die Märchen komisch findet. (...) Sein Witz ist ganz antiromantisch und erzeugt jene gelegentlichen Blitzlichter des Ausdruckes, die uns entkindlichte Erwachsene an seinen Märchenstücken besonders amüsieren.“[7]

- „Er war ein begabter Bohèmien, der im Innersten gegen jede Gebundenheit revoltierte. Hartwig ist als ein einsamer an Blutvergiftung gestorben.“[8]

- „Mit Hartwig ist ein begabter Schriftsteller und liebenswürdiger Mensch dahingegangen, der in der rauen Welt der Wirklichkeit sich schwer zurechtgefunden hat.“[9]

## Werke (Auswahl)

### Novellen
- 1896: Farbenspiele
- 1897: Ein Vampir und anderes
- 1902: Als wir noch jung waren
- 1902: Schnockelchen. Kindergeschichten
- 1903: Der alte Schulmeister
- 1908: Kinderland
- 1909: Erwachen
- 1910: Die Stunde des Herrn Archibald Merkel
- 1911: Wir Amerikafahrer. Eine Schuljungengeschichte

### Bühnenwerke
- 1916: Das Lied der Königin. Legende in fünf Bildern; Uraufführung Königliches Schauspielhaus Dresden, 9. Dezember 1916
- 1918: Herzen in Not. Drei Einakter; Uraufführung Königliches Schauspielhaus Dresden, 5. September 1918
- 1919: Hans Gradedurch. Ein deutsches Märchen
- 1919: Feuer im Haus. Tragödie in drei Akten; Uraufführung Albert-Theater Dresden, 25. Dezember 1919
- 1919: Traumjörgs Reise ins Frühlingsland. Ein deutsches Märchen
- 1920: Das gewandelte Teufelchen. Märchenspiel im Himmel und auf Erden in acht Bildern
- 1921: Christkinds Schleier. Märchen in fünf Bühnenbildern
- 1921: Michel, der Nußknacker. Märchen in sechs Bildern; Uraufführung Zentraltheater Dresden, 1. Dezember 1921
- 1922: Die Schneekönigin. Ein Weihnachtsmärchen in sieben Bildern nach Andersen; Uraufführung Schauspielhaus Dresden, 14. Dezember 1919
- 1923: Dornröschen. Märchen in drei Akten; Uraufführung Schauspielhaus Dresden, 18. Dezember 1923
- 1924: Schubart. Schauspiel in fünf Akten; Uraufführung Neustädter Schauspielhaus Dresden, 1. November 1924
- 1924: Die Neuberin. Lebensbild in vier Akten; Uraufführung Neustädter Schauspielhaus Dresden, 22. Juni 1924
- 1924: Bischof Otto. Bühnenspiel in drei Aufzügen
- 1925: Palm. Schauspiel in drei Akten
- 1926: Die Marionetten der Zarin. Schauspiel in drei Akten; Uraufführung Albert-Theater Dresden, 20. August 1926
- 1926: Das hohe C. Posse mit Gesang in drei Akten; Uraufführung Albert-Theater Dresden, 30. April 1926